# Raionul Alūksne
Alūksne este un raion în Letonia.